# Umbopilio paradoxus
Umbopilio paradoxus is een hooiwagen uit de familie Sclerosomatidae.